# Frank Kelleter
Frank Kelleter (* 1965) ist ein deutscher Amerikanist.

## Leben
Von 1987 bis 1988 studierte er an der Universität des Saarlandes Anglistik, Amerikanistik und Neuere Deutsche Literatur und von 1988 bis 1990 an der Washington University English and American Literature. Nach der Promotion (1990–1996) an der Universität Mainz und der Habilitation (1996–2002) (venia legendi für das Fach Amerikanistik) in Mainz war er zunächst von 2002 bis 2013 C4-Professor für Nordamerikastudien an der Georg-August-Universität Göttingen; seit 2013 ist er W3-Professor für Nordamerikanische Kultur und Einstein-Professor für nordamerikanische Kulturgeschichte am John-F.-Kennedy-Institut der FU Berlin. Seine bekanntesten Arbeiten sind der nordamerikanischen Aufklärung und dem Kulturprinzip der Serialität gewidmet (2010–2016 Sprecher der DFG-geförderten Forschergruppe „Populäre Serialität“, Popular Seriality Research Unit). Von 2017 bis 2021 war er Direktor der Graduate School of North American Studies (GSNAS) der FU Berlin (gegründet im Rahmen der deutschen Exzellenzinitiative). Seit 2018 ist er am Exzellenzcluster „Temporal Communities: Doing Literature in a Global Perspective“ als Principal Investigator tätig.
Mitte Juni 2024 forderte Kelleter mit mehreren tausend weiteren Professoren und Dozenten den Rücktritt der Bildungs- und Forschungsministerin Bettina Stark-Watzinger aufgrund ihrer Erwägungen zur Kürzung von Forschungsmitteln für Hochschulangehörige, die sich zuvor gegen die Räumung eines propalästinensischen Protestcamps ausgesprochen hatten.

## Schriften (Auswahl)
- Die Moderne und der Tod. Das Todesmotiv in moderner Literatur, untersucht am Beispiel Edgar Allan Poes, T. S. Eliots und Samuel Becketts. Frankfurt am Main 1997.
- Con/Tradition: Louis Farrakhan's Nation of Islam, the Million Man March, and American Civil Religion. Heidelberg 2000.
- Amerikanische Aufklärung. Sprachen der Rationalität im Zeitalter der Revolution. Paderborn 2002.
- Serial Agencies: The Wire and Its Readers. Winchester 2014.
- Media of Serial Narrative. Columbus 2017.
- David Bowie. Stuttgart 2016.